# Dunya & Desie
Dunya & Desie is een Nederlandse jeugdserie van Dana Nechushtan, geschreven door Robert Alberdingk Thijm. De serie gaat over het leven en de puber-problemen van twee meisjes uit Amsterdam-Noord. Dunya El-Beneni (Maryam Hassouni) komt uit een Marokkaanse familie en beleeft een wereld waarin de regels thuis soms heel anders zijn dan in de 'Hollandse' buitenwereld van haar beste vriendin. Desie Koppenol (Eva van de Wijdeven) komt uit een eenoudergezin en woont samen met haar moeder in een typisch 'meidenhuishouden'. Ze is wat minder intelligent dan Dunya, maar heeft wel een gouden hart. Ze worstelen allebei met verschillende levensvragen, maar kunnen daar samen goed over praten.

## Bekroonde serie
Van Dunya & Desie zijn door de NPS drie series gemaakt. De eerste twee series zijn er vooral op toegespitst hoe pubers van verschillende komaf tegen de wereld aankijken. In de derde reeks gaan Dunya en Desie naar verschillende scholen (Dunya naar de havo en Desie naar de kappersopleiding) en wordt vooral het ouder worden belicht. De herhalingen van Dunya & Desie worden sinds 2010 uitgezonden door de NTR, de opvolger van de NPS.
De serie heeft diverse prijzen gewonnen in binnen- en buitenland, waaronder het Gouden Beeld voor Beste Dramaserie, de Prix Jeunesse en de Premio Ondas (beste Europese jeugdserie). In 2005 werd Dunya & Desie voor het tweede achtereenvolgende jaar genomineerd voor een Emmy Award.

## Lijst met afleveringen

### Seizoen 1 (2002)
| Aflevering | Titel             |
| ---------- | ----------------- |
| 01         | Geheimen In Noord |
| 02         | Project Petra     |
| 03         | Chinese Muren     |
| 04         | Trouwfoto's       |
| 05         | De Nieuwe Zuster  |
| 06         | Dood En De Jongen |
| 07         | Sweet Sixteen     |

### Seizoen 2 (2003)
| Aflevering | Titel              |
| ---------- | ------------------ |
| 08         | Valentijn          |
| 09         | Handlezen          |
| 10         | Doornen en rozen   |
| 11         | Blinde liefde      |
| 12         | Boze oog           |
| 13         | Marken - Marrakech |

### Seizoen 3 (2004)
| Aflevering | Titel                             |
| ---------- | --------------------------------- |
| 14         | Scheiding links, scheiding rechts |
| 15         | Jongensdromen                     |
| 16         | Persoonlijke vragen               |
| 17         | Bed- en badgasten                 |
| 18         | Geen ja en geen nee               |
| 19         | Dunya en Desie Forever            |

## Buitenland
Dunya & Desie is verkocht aan Duitsland, Zweden, Finland en Noorwegen. Rusland en de Baltische landen hebben er interesse in getoond.

## Film
In april 2008 is de film Dunya en Desie uitgekomen. In de film wordt het verhaal opgepikt als de meiden achttien zijn en bezig zijn met hun eigen vragen van het leven. Deze zijn voor hen allebei totaal verschillend.
De hoofdrollen zijn weer voor Maryam Hassouni en Eva van de Wijdeven. Tygo Gernandt speelt de rijinstructeur: de nieuwe vriend van Desie nadat ze het uitmaakt met haar baas.

## Rolverdeling
- Maryam Hassouni: Dunya
- Eva van de Wijdeven: Desie
- Christine van Stralen: Monique
- Theo Maassen: Jeff
- Rachida Iaallala: Kenza
- Aziz Chaoufi: Soufian
- Karim Mounir: Nabil